# Джепіш
Джепіш (рум. Gepiș) — село у повіті Біхор в Румунії. Входить до складу комуни Лезерень.
Село розташоване на відстані 414 км на північний захід від Бухареста, 26 км на південь від Ораді, 120 км на захід від Клуж-Напоки, 135 км на північний схід від Тімішоари.

## Населення
За даними перепису населення 2002 року у селі проживали 682 особи.
Національний склад населення села:
| Національність | Кількість осіб | Відсоток |
| -------------- | -------------- | -------- |
| цигани         | 373            | 54,7%    |
| румуни         | 308            | 45,2%    |

Рідною мовою назвали:
| Мова      | Кількість осіб | Відсоток |
| --------- | -------------- | -------- |
| циганська | 370            | 54,3%    |
| румунська | 309            | 45,3%    |